# Freistatt (Missouri)
Freistatt est un village du comté de Lawrence, dans le Missouri, aux États-Unis,. Situé au sud de la partie centrale du comté, il est fondé en 1873 et incorporé en 1916.

## Démographie
Lors du recensement de 2010, le village comptait une population de 163 habitants. Elle est également estimée, en 2016, à 163 habitants.

## Source de la traduction
- (en) Cet article est partiellement ou en totalité issu de l’article de Wikipédia en anglais intitulé « Freistatt, Missouri » (voir la liste des auteurs).